# Interpol (banda)
Interpol es una banda de indie rock estadounidense de Manhattan, Nueva York, formada en 1997. Su formación original consistía en Paul Banks (voz, guitarra rítmica), Daniel Kessler (guitarra principal, voz), Carlos Dengler (bajo, teclados) y Greg Drudy (batería, percusión). Drudy dejó la banda en 2000 y fue reemplazado por Sam Fogarino. En 2010, poco después de finalizar la grabación del cuarto álbum de la banda, Dengler se fue para perseguir proyectos personales, lo que resultó en que Banks se convirtiera en el bajista de la banda.
Habiendo actuado por primera vez en Luna Lounge junto con bandas como the Strokes, the National y Stellastarr, Interpol es una de las bandas asociadas con la escena de música independiente de la ciudad de Nueva York y uno de varios grupos que surgieron del renacimiento post-punk de los años 2000. El sonido de la banda generalmente es una mezcla de bajo staccato y guitarra rítmica y armonizada, con una mezcla de ritmos pesados, siendo comparado con bandas post-punk como Joy Division, Television y the Chameleons. Además de las letras, cada miembro de la banda contribuye a la composición de canciones, en lugar de depender de un compositor principal.
Su álbum debut de Turn On the Bright Lights (2002) fue aclamado por la crítica, llegando a la décima posición en la lista de NME de los mejores álbumes de 2002 y número uno en los 50 mejores álbumes de Pitchfork Media de 2002. Los álbumes posteriores Antics (2004) y Our Love to Admire (2007) les trajo un mayor éxito crítico y comercial. La banda lanzó su cuarto álbum homónimo el 7 de septiembre de 2010. Estuvieron en pausa desde 2011 hasta 2012 mientras se enfocaban en otros proyectos. Su quinto álbum de estudio, El Pintor, fue lanzado el 9 de septiembre de 2014. En 2017, la banda se embarcó en una gira de aniversario para Turn On the Bright Lights, presentando el álbum en vivo en su totalidad. El sexto álbum de estudio de la banda, Marauder, fue lanzado el 24 de agosto de 2018. Un EP titulado A Fine Mess fue lanzado el 17 de mayo de 2019. 
El 15 de julio de 2022, fue lanzado su séptimo álbum de estudio titulado The Other Side of Make-Believe.

## Historia

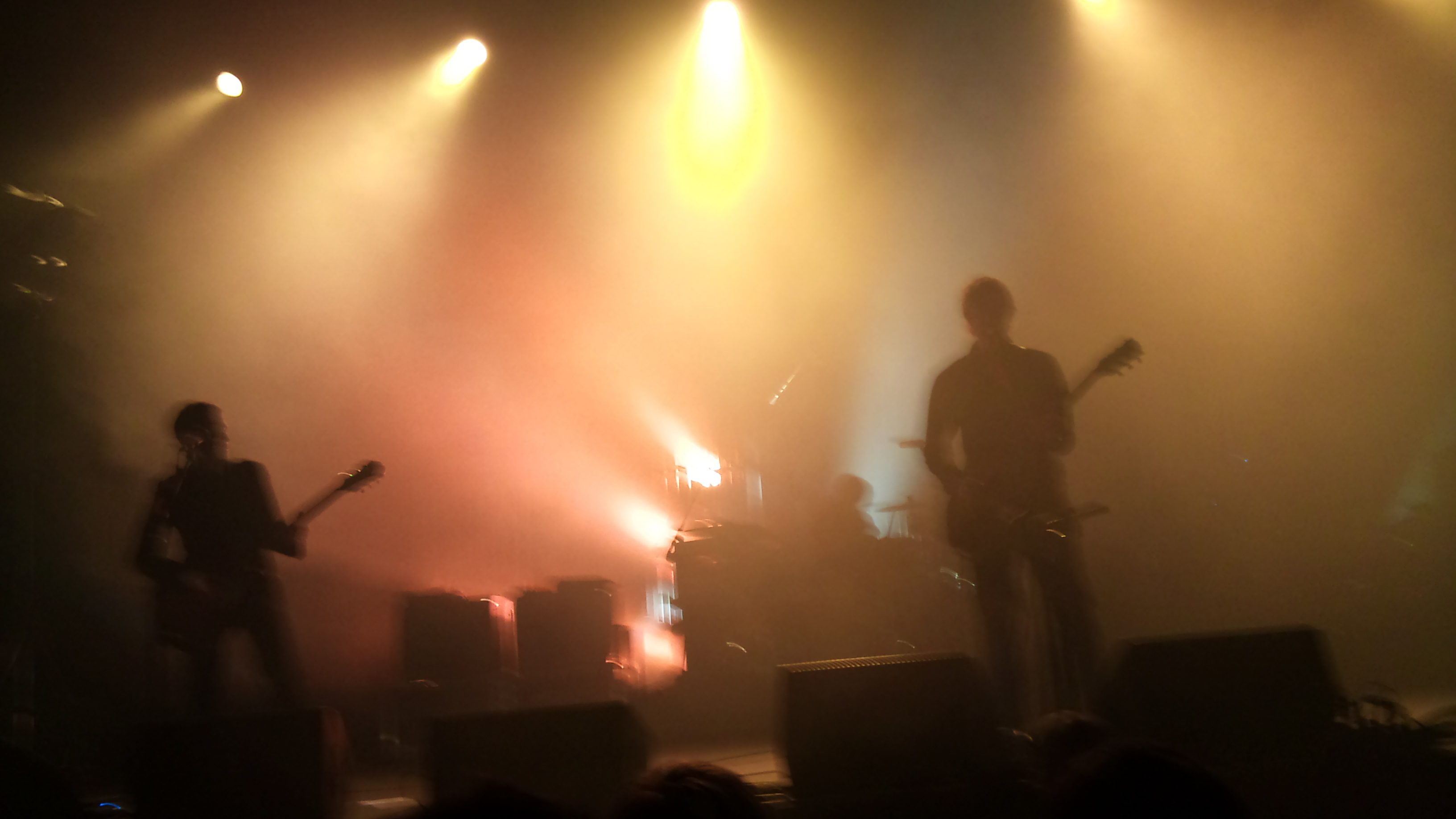
Interpol tocando en Barcelona en Club Sant Jordi en 2010.

Su historia comienza en 1997, cuando Greg Drudy y Daniel Kessler se conocieron en la Universidad de Nueva York, incorporándose después Carlos Dengler. Cuando necesitaron un vocalista, recurrieron a un viejo amigo británico que Kessler había conocido en París, Paul Banks. En 2000 Greg Drudy dejó la banda, y Kessler lo sustituyó por Sam Fogarino, a quien conoció en una tienda de discos local. Al final la banda quedó compuesta por Paul Banks (vocalista, guitarra, letras), Daniel Kessler (guitarra, segundas voces), Carlos Dengler (bajo y piano) y Sam Fogarino (batería).
Tras dos años de actuaciones por el circuito alternativo de Nueva York y sus alrededores, publicaron el EP Interpol (2000), con la compañía Fukd, firma underground de la Chemikal. 
Un año después, tras asistir al famoso programa inglés de la BBC de John Peel, despegan definitivamente, firmando con el sello Matador. Con esta compañía editan a finales de 2002 un EP homónimo como adelanto de su debut en largo, Turn On the Bright Lights (2002, Matador) que fue considerado uno de los mejores discos de 2002. 
Más tarde lanzaron otro EP, The Black (2003), con la compañía EMI.
Cabe destacar además, la creación de un disco llamado "Peel Sessions" con versiones alternativas de temas como 'Hands away'.
En su primer álbum "Turn on the Bright Lights", que apareció en 2002, tuvieron un sonido oscuro e hipnótico. Grabado en los estudios Tarquin en Bridgeport, Connecticut, el disco vendió una cantidad de copias récord para una producción independiente. Realizaron una larga gira para promocionarlo por Estados Unidos y apariciones en varios programas de televisión, recibiendo un buen trato por parte de la prensa y entusiasmo por parte del público.
En 2004 lanzan su disco "Antics" con un sonido más ligero y digerible. La banda logra nuevamente con este disco tener un éxito tanto de público como de crítica. Con este disco el grupo se consolida como una de las bandas a tener en cuenta en el campo de la música rock internacional. Luego emprenden otra extensa gira, que incluyó conciertos como teloneros de U2 y The Cure.
En 2007, durante su presentación en el Festival de Coachella 2007, dan a conocer el nuevo material de producción, "Our Love to Admire", en el cual presentan el sencillo que lleva por nombre 'Heinrich Maneuver' y algunos otros que son primicia para ese entonces.
Su tercer álbum titulado "Our Love to Admire", fue lanzado el 9 de julio de 2007 en el Reino Unido, y el 10 de julio en los Estados Unidos, bajo la etiqueta de Capitol Records, seguido de un lanzamiento en Japón el 20 de julio.
El primer sencillo del álbum se titula The Heinrich Maneuver, que fue lanzado el 7 de mayo de 2007.
"Our Love to Admire" representa una maduración por parte de la banda, con un sonido más atmosférico y diverso y con canciones experimentales como 'The Lighthouse'.
Actualmente la banda ya se encuentra trabajando en nuevas canciones para lo que será su cuarto álbum de estudio, la banda describió los nuevos sonidos como “vitales” y aseguraron que se sienten como una “banda nueva”.
El 28 de abril de 2010 la banda publicó en su página oficial la canción "Lights" para ser descargada gratuitamente, como adelanto de lo que significaría su nuevo trabajo de estudio.
El 9 de mayo de 2010 se anunció en la página oficial que Carlos Dengler deja la banda con el cuarto disco del grupo ya terminado.
Posteriormente la banda anunció que su sustituto durante la nueva gira sería el músico estadounidense David Pajo, conocido por sus trabajos en formaciones como Zwan, Tortoise, Yeah Yeah Yeahs o Slint.
La banda también anunció que su nuevo disco sería homónimo (Interpol) y que saldría a mediados de septiembre de ese mismo año.
El 5 de junio de 2014, la banda anunció la publicación de su quinto disco, "El Pintor", previsto para el 8 de septiembre de 2014. Dieron a conocer 3 canciones de "El Pintor" en Hurricane 2014, dichas canciones son: "My desire", "Anywhere" y "All the rage back home"
Después de unos meses de estar ensayando y experimentando cosas nuevas en su garaje, fueron llamados para tocar en la Ciudad de México para su Aniversario de "Turn On The Bright Lights". Tras su regreso, no hubo rastro de la banda, hasta el pasado 5 de junio, donde revelaron unas coordenadas para la Ciudad de México, donde el 9 de junio a las 9:30 h., se reveló el título de su nuevo álbum llamado "Marauder". Ese mismo día publicaron una de sus canciones del álbum, llamada: "The Rover".
En época de pandemia a causa del COVID-19, la banda tuvo que modificar su tradicional forma de composición en donde los tres se reunían en un mismo espacio de trabajo; por tanto, al estar cada uno de los miembros en países diferentes durante el confinamiento, asumieron el reto de hacer su música a través de correos y archivos digitales. Así, el primer sencillo "Toni" fue publicado el 7 de abril de 2022, junto con el anuncio del nuevo álbum que sería lanzado el 15 de julio de ese año. Un día antes del lanzamiento, la banda dejó un mensaje en el World Trade Center Ciudad de México dirigido especialmente a manera de agradecimiento a su público mexicano. Además, por el lanzamiento de su séptimo álbum de estudio, la banda anunció una exhibición temporal global bajo el nombre de "Big Shot City" donde se encontraban fotografías y mercancía oficial de la banda.

## Sonido e influencias
La crítica musical los ha etiquetado como retro-rock o revival rock. Interpol tiene un estilo de rock oscuro, de raíces claramente ochenteras, que recuerda el post punk de los ingleses Joy Division (aunque han desmentido tenerlos en cuenta como influencia) y Bauhaus. También se acercan a la vertiente más sucia del rock independiente estadounidense de Sonic Youth, Dinosaur Jr y por parte del cantante Paul Banks, de Nirvana. También podemos señalar la influencia de los Pixies en los neoyorkinos, principalmente en la manera de afrontar la creación musical.
Con el paso de los años la banda se ha convertido en una de las pioneras y más influyentes bandas del Post Punk Revival.

## Integrantes
Los miembros de la banda son:
- Paul Banks - voz, guitarra, bajo.
- Sam Fogarino - batería.
- Daniel Kessler - guitarra, teclados y coros.

### Integrantes en vivo
- Brad Truax - bajo.
- Brandon Curtis - teclados.

### Antiguos miembros
- Greg Drudy - batería.
- Carlos Dengler - bajo.

### Antiguos integrantes en vivo
- Eric Altesleben – teclados, coros (2001–2003)
- Frederic Blasco – teclados, coros (2004–2005)
- David "Farmer Dave" Scher – teclados, coros (2007–2008)
- David Pajo – bajo, coros (2010–2011)
- Chris Broome –  batería, percusión (2023–2024)

## Discografía

### Álbumes de estudio
- 2002 - Turn on the Bright Lights
- 2004 - Antics
- 2007 - Our Love to Admire
- 2010 - Interpol
- 2014 - El Pintor
- 2018 - Marauder
- 2022 - The Other Side of Make-Believe

### EPs
- 2000 - Fukd I.D. #3
- 2001 - Precipitate
- 2002 - Interpol
- 2003 - The Black EP
- 2004 - Radio EP
- 2005 - Interpol Remixes
- 2005 - Live Session EP (ITunes Exclusive)
- 2007 - Interpol: Live in Astoria
- 2007 - Remix EP
- 2011 - Try It On Remixes
- 2018 - El Pintor Bonus Tracks
- 2019 - A Fine Mess

### Misc.
- 1998 - Interpol (Cinta Demo)

### Sencillos
| Título                       | Fecha | Álbum                          |
| ---------------------------- | ----- | ------------------------------ |
| «PDA»                        | 2002  | Turn On the Bright Lights      |
| «Obstacle 1»                 | 2002  | Turn On the Bright Lights      |
| «Say Hello To The Angels»    | 2003  | Turn On the Bright Lights      |
| «NYC»                        | 2003  | Turn On the Bright Lights      |
| «Slow Hands»                 | 2004  | Antics                         |
| «Evil»                       | 2005  | Antics                         |
| «C'mere»                     | 2005  | Antics                         |
| «Narc»                       | 2005  | Antics                         |
| «The Heinrich Maneuver»      | 2007  | Our Love to Admire             |
| «Mammoth»                    | 2007  | Our Love to Admire             |
| «Barricade»                  | 2010  | Interpol                       |
| «Summer Well»                | 2010  | Interpol                       |
| «Lights»                     | 2011  | Interpol                       |
| «Try It On»                  | 2011  | Interpol                       |
| «All the Rage Back Home»     | 2014  | El Pintor                      |
| «Ancient Ways»               | 2014  | El Pintor                      |
| «My Desire»                  | 2014  | El Pintor                      |
| «Anywhere»                   | 2015  | El Pintor                      |
| «Everything Is Wrong»        | 2015  | El Pintor                      |
| «The Rover»                  | 2018  | Marauder                       |
| «Number 10»                  | 2018  | Marauder                       |
| «If You Really Love Nothing» | 2018  | Marauder                       |
| «Fine Mess»                  | 2019  | A Fine Mess                    |
| «The Weekend»                | 2019  | A Fine Mess                    |
| «Toni»                       | 2022  | The Other Side of Make-Believe |
| «Something Changed»          | 2022  | The Other Side of Make-Believe |
| «Fables»                     | 2022  | The Other Side of Make-Believe |
| «Gran Hotel»                 | 2022  | The Other Side of Make-Believe |